# Marcia Fanhani
Marcia Ribeiro Gonçalves Fanhani (São Paulo, 7 de agosto de 1986) é uma ciclista paralímpica brasileira.

## Biografia e carreira
Fanhani é natural da cidade de São Paulo. Ela nasceu com atrofia do nervo ótico e só tem percepções de vultos e claridade.
A paulistana representou o Brasil nos Jogos Paralímpicos Rio 2016, porém não obteve medalhas. Nesse mesmo ano, ela fez uma participação inédita nas competições no Velódromo do Parque Olímpico da Barra, onde com sua dupla Mariane Ferreira fizeram o tempo de 4:10:058 e ficaram em 13º lugar.
No Campeonato Brasileiro de Ciclismo de Pista de 2018, Fanhani conquistou a medalha de ouro na prova de perseguição individual ao lado da piloto Valquíria Pardial. Na Copa Brasil de Paraciclismo de 2019, faturou a medalha de ouro na prova de contrarrelógio e a prata na prova de resistência. Em setembro de 2022, Taça Brasil de Ciclismo de Pista, conquistou a medalha de ouro nas provas de perseguição individual e 5km. Também em 2022 ela participou do Mundial na França.

## Principais conquistas
- Jogos Parapan-Americanos de 2019: perseguição individual – bronze[1][9]
- Jogos Parapan-Americanos de 2019: 100 metros – bronze[1]
- Jogos Parapan-Americanos de 2019: prova de estrada – bronze[1]
- Copa do Mundo de 2019, Etapa da Itália: prova de estrada – bronze[1]
- Copa do Mundo de 2019, Etapa da Itália: contrarrelógio – bronze[1]